# Araneus nuboso
Araneus nuboso là một loài nhện trong họ Araneidae.
Loài này thuộc chi Araneus. Araneus nuboso được Herbert Walter Levi miêu tả năm 1991.